# Centrum Kultury Żydowskiej „Arie Livne”
Centrum Kultury Żydowskiej „Arie Livne” – centrum kultury w Banja Luce w Bośni i Hercegowinie otwarte w 2014 roku.

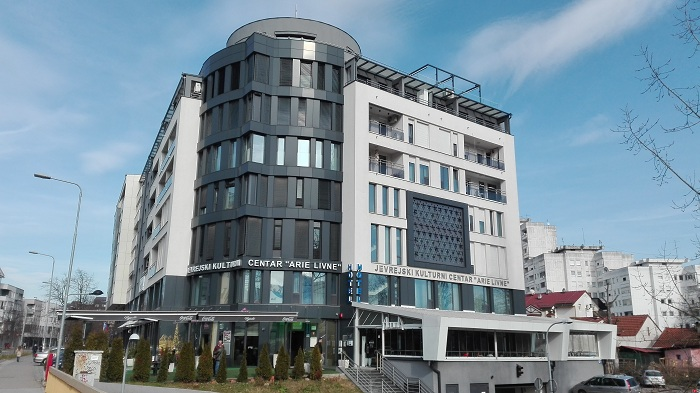
Centrum Kultury Żydowskiej w Banja Luce

## Historia
Centrum Kultury Żydowskiej (Jevrejski kulturni centar “Arie Livne”) zostało otwarte 2 września 2014 roku przy ulicy Gavre Vučkovića 2 w Banja Luce.  Nosi imię Arie Livne, przedstawiciela Republiki Serbskiej w Izraelu. Jego integralnymi częściami są: synagoga, hotel i centrum konferencyjne.
W ramach organizowanych od 1996 roku w Europie Dni Kultury Żydowskiej w 2015, 2016 i 2017 roku Centrum zorganizowało Dni Izraela i Kultury Żydowskiej. Impreza jest organizowana co roku we wrześniu. Z tej okazji są organizowane wystawy, wykłady i koncerty.
W 2016 roku w jej ramach pokazano wystawę  Kada su komšije bili ljudi (Kiedy sąsiedzi byli ludźmi) poświęcona Sprawiedliwym wśród Narodów Świata z terenu Bośni i Hercegowiny. W 2017 roku  odbył się koncert zespołu Rubeinnstein Klezmer Projectoraz  wystawa fotografii Oscara Taubera. W 2018 i 2019 roku w ramach obchodów Dni Kultury Żydowskiej odbył się koncert zespołu „Barimatango” z Mostaru. W 2019 roku dodatkowo w ramach obchodów pokazano wystawę ilustrowanych fragmentów Hagady z Sarajewa. Co roku Centrum organizuje imprezy z okazji Dnia Dziecka zapraszając na nie dzieci z miejscowych przedszkoli, szpitali i podopiecznych stowarzyszenia Dajte nam šansu- Zvjezdice (Dajcie nam szansę - Gwiazdy).

## Żydzi Banja Luce
Pierwsze wzmianki o Żydach  w Banja Luce pojawiły się w XVI wieku. Były to rodziny Baruch, Papo, Levi, a później Poljokan. Założyli oni pierwszą gminę sefardyjską i zbudowali pierwszą, drewnianą synagogę. Wraz z okupacją austro-węgierską do Banja Luki przybyli również Żydzi aszkenazyjscy. Przed II wojną światową w Banja Luce mieszkało około 500 Żydów. Gdy drewniana synagoga spłonęła, w 1880 roku powstało kolejna przy ulicy Jukićevoj. Przy niej w 1937 roku zbudowano i otwarto centrum kultury (jevrejski kulturni dom) w którym mieściła się szkoła, czytelnia z biblioteką, sala przyjęć, sala obrzędowa, kilka urzędów i mieszkanie dla rabina. Została ona zniszczona podczas II wojny światowej. Do momentu budowy Centrum Żydzi nie mieli miejsca modlitwy. Częścią Centrum jest synagoga, która nosi imię matki Arie Livne, Ilony Weiss zamordowanej podczas II wojny światowej w Auschwitz. Może ona pomieścić około 30 osób. 